# Micropentila
Micropentila is een geslacht van vlinders van de familie Lycaenidae.

## Soorten
- M. adelgitha (Hewitson, 1874)
- M. adelgunda (Staudinger, 1892)
- M. alberta (Staudinger, 1892)
- M. bakotae Stempffer & Bennett, 1965
- M. bitjeana Stempffer & Bennett, 1965
- M. brunnea (Kirby, 1887)
- M. bunyoro Stempffer & Bennett, 1965
- M. catocala Strand, 1914
- M. cingulum Druce, 1910
- M. cherereti Stempffer & Bennett, 1965
- M. dorothea Bethune-Baker, 1903
- M. flavopunctata Stempffer & Bennett, 1965
- M. fontainei Stempffer & Bennett, 1965
- M. fulvula Hawker-Smith, 1933
- M. fuscula (Grose-Smith, 1898)
- M. gabunica Stempffer & Bennett, 1965
- M. jacksoni Talbot, 1937
- M. katangana Stempffer & Bennett, 1965
- M. katerae Stempffer & Bennett, 1965
- M. kelleana Stempffer & Bennett, 1965
- M. mabangi Bethune-Baker, 1904

- M. mamfe Larsen
- M. mpigi Stempffer & Bennett, 1965
- M. nigeriana Stempffer & Bennett, 1965
- M. ogojae Stempffer & Bennett, 1965
- M. sankuru Stempffer & Bennett, 1965
- M. souanke Stempffer & Bennett, 1965
- M. subplagata Bethune-Baker, 1915
- M. triangularis Aurivillius, 1895
- M. victoriae Stempffer & Bennett, 1965
- M. villiersi Stempffer, 1970